# 苻冲
苻冲（?—?），氐族人，前秦太宗苻登之弟。
384年，前秦幽州刺史王永、平州刺史苻冲率领二州军攻击后燕。燕王慕容垂派平朔将军平规反击王永，王永派昌黎太守宋敞在范阳迎战，宋敞的军队被打败，平规进军占据了蓟城以南。385年九月，苻丕命张蚝为侍中、司空，任命王永为侍中、都督中外诸军事、车骑大将军、尚书令，任命王腾为中军大将军、司隶校尉，任命苻冲为尚书左仆射，封为西平王。441年，氐王杨难当动员全国的兵马入侵刘宋，计划占据蜀地，派建忠将军苻冲从东洛出兵抵御刘宋梁州军。刘宋梁、秦二州刺史刘真道斩杀苻冲。